# Misenheimer
Misenheimer es una villa no incorporada ubicada en el Condado de Stanly en el estado estadounidense de Carolina del Norte. 

## Geografía
Misenheimer se encuentra ubicada en las coordenadas 35°29′06″N 80°17′18″O / 35.48500, -80.28833.
Misenheimer se encuentra en el sur de Piamonte, región de Carolina del Norte, cerca de la ciudad de Richfield.
Fue Carta Municipal en 2003 en forma directa (sin referéndum local) por la Asamblea General de Carolina del Norte, llegando a ser efectiva el 26 de junio. Se rige por un gobierno de alcalde y un consejo municipal, con cinco miembros en total, cuyo mandato es de cuatro años. El consejo elige a uno de sus miembros como el alcalde cada dos años. La legislación local y la creación de la ciudad, precisó que las elecciones locales se iban a celebrar durante los años pares, mientras que el resto del estado siempre utiliza los impares.
El principal colegio de la localidad está dominado por el campus principal de la Universidad de Pfeiffer, que también alberga al Gray Stone Day School.
La U.S. Route 52 pasa a través de Misenheimer a lo largo de su recorrido desde Salisbury a Albemarle, y divide el campus de Pfeiffer, junto con la línea ferroviaria Norfolk Southern.